# مستقبل Fc
مستقبل Fc (بالإنجليزية: Fc receptor)‏ (ومختصره FcR) هو بروتين يوجد على سطح خلايا معينة مثل الخلايا اللمفية البائية والخلايا المتغصنة الجريبية والخلايا القاتلة الطبيعية والخلايا الأكولة الكبيرة والخلايا المتعادلة والخلايا الحمضية والخلايا القاعدية والخلايا البدينة والتي تساهم في والظيفية الوقائية للجهاز المناعي.
اسم المستقبل مشتق من التسمية الإنكليزية لجزء في الجسم المضاد يدعى Fc أو (Fc region) والذي يعني منطقة الجزء القابل للتبلور (بالإنجليزية: fragment crystallizable region)‏.
مستقبل Fc يرتبط بالأجسام المضادة التي ترتبط بالخلايا المصابة بالعدوى أو العوامل الممرضة المهاجمة. يقوم المستقبل بتحفيز الفعالية البلعمية أو السمية لتدمير الجراثيم أو الخلايا المصابة بالعدوى بواسطة بلعمة متواسطة بالجسم المضاد أو سمية خلوية للخلية معتمدة على الجسم المضاد.
بعض الفيروسات مثل الفيروسة المصفرة تستخدم مستقبل Fc للمساعدة في إصابة الخلايا بالعدوى بطريقة تدعى استعزاز معتمد على الجسم المضاد.

## أنواع مستقبلات Fc
هنالك أنواع مختلفة من مستقبلات Fc تصنف حسب نوع الجسم المضاد الذي تتعامل معه. فمثلا، مستقبل Fc-غاما (FcγR) يرتبط بالغلوبولين المناعي ج أما مستقبل Fc-ألفا (FcαR) فيرتبط بالغلوبولين المناعي أ أما مستقبل Fc-إبسيلون (FcαR) فيرتبط بالغلوبولين المناعي هـ.

### قائمة المستقبلات
| اسم المستقبل     | ربيطة الجسم المضاد الرئيسية | الألفة نحو الربيطة       | الخلايا                                                                                             | التأثير بعد الارتباط بالجسم المضاد                                                                            |
| FcγRI (CD64)     | IgG1 وIgG3                  | عالي (Kd ~ 10−9 M)       | الخلايا الأكولة الكبيرة الخلايا المتعادلة الخلايا الحمضية الخلايا المتغصنة                          | بلعمة تنشيط الخلايا تنشيط الهبة التنفسية الحث على قتل الميكروب                                                |
| FcγRIIA (CD32)   | IgG                         | منخفض (Kd > 10−7 M)      | الخلايا الأكولة الكبيرة الخلايا المتعادلة الخلية الحمضية الصفيحات الدموية خلايا لانغرهانس           | بلعمة زوال الحبيبات (الخلايا الحمضية)                                                                         |
| FcγRIIB1 (CD32)  | IgG                         | منخفض (Kd > 10−7 M)      | الخلايا البائية الخلايا البدينة                                                                     | بدون بلعمة تثبيط فعالية الخلية                                                                                |
| FcγRIIB2 (CD32)  | IgG                         | منخفض (Kd > 10−7 M)      | الخلايا الأكولة الكبيرة الخلايا المتعادلة الخلايا الحمضية                                           | بلعمة تثبيط فعالية الخلية                                                                                     |
| FcγRIIIA (CD16a) | IgG                         | منخفض (Kd > 10−6 M)      | الخلايا القاتلة الطبيعية الخلايا الأكولة الكبيرة (أنسجة معينة)                                      | الحث على سمية خلوية للخلية معتمدة على الجسم المضاد (ADCC) الحث على إطلاق السيتوكين من الخلايا الأكولة الكبيرة |
| FcγRIIIB (CD16b) | IgG                         | منخفض (Kd > 10−6 M)      | الخلايا الحمضية الخلايا الأكولة الكبيرة الخلايا المتعادلة الخلايا البدينة الخلايا المتغصنة الجريبية | الحث على قتل الميكروبات                                                                                       |
| FcεRI            | IgE                         | عالي (Kd ~ 10−10 M)      | الخلايا البدينة الخلايا الحمضية الخلايا القاعدية خلايا لانغرهانس الخلايا الوحيدة                    | زوال الحبيبات بلعمة                                                                                           |
| FcεRII (CD23)    | IgE                         | منخفض (Kd > 10−7 M)      | الخلايا البائية الخلايا الحمضية خلايا لانغرهانس                                                     | جزيئة التصاق محتملة نقل IgE عبر ظهارة الأمعاء آلية تغذية راجعة إيجابية لتعزيز الحساسية (الخلايا البائية)      |
| FcαRI (CD89)     | IgA                         | منخفض (Kd > 10−6 M)      | الخلايا الوحيدة الخلايا الأكولة الكبيرة الخلايا المتعادلة الخلايا الحمضية                           | بلعمة الحث على قتل الميكروبات                                                                                 |
| Fcα/μR           | IgA و IgM                   | عال لـ IgM, متوسط لـ IgA | الخلايا البائية خلايا مسراق الكبيبة الخلايا الأكولة الكبيرة                                         | الإلتقام الحث على قتل الميكروبات                                                                              |
| FCGRT            | IgG                         |                          | الخلايا الوحيدة الخلايا الأكولة الكبيرة الخلايا المتغصنةs خلايا طلائية خلايا غشائية الخلايا الكبدية | ينقل IgG من الأم إلى الجنين عن طريق المشيمة ينقل IgG من الأم إلى الطفل عن طريق الحليب حماية IgG من التحطم     |